# Escobediinae
Escobediinae  je podtribus volovotkovki, dio tribusa Buchnereae. Opisan je u Gen. Pl. 2: 923. 1-16 Mai 1876. 

## Rodovi
Saastoji se od 11 rodova:
1. Buttonia McKen ex Benth. (2 spp.)
2. Centranthera R.Br. (9 spp.)
3. Alectra Thunb. (34 spp.)
4. Pseudomelasma Eb.Fisch. (1 sp.)
5. Gerardiina Engl. (2 spp.)
6. Melasma Bergius (7 spp.)
7. Escobedia Ruiz & Pav. (8 spp.)
8. Vellosiella Baill. (3 spp.)
9. Physocalyx Pohl (3 spp.)
10. Nothochilus Radlk. (1 sp.)
11. Magdalenaea Brade (1 sp.)